# Joop den Uyl

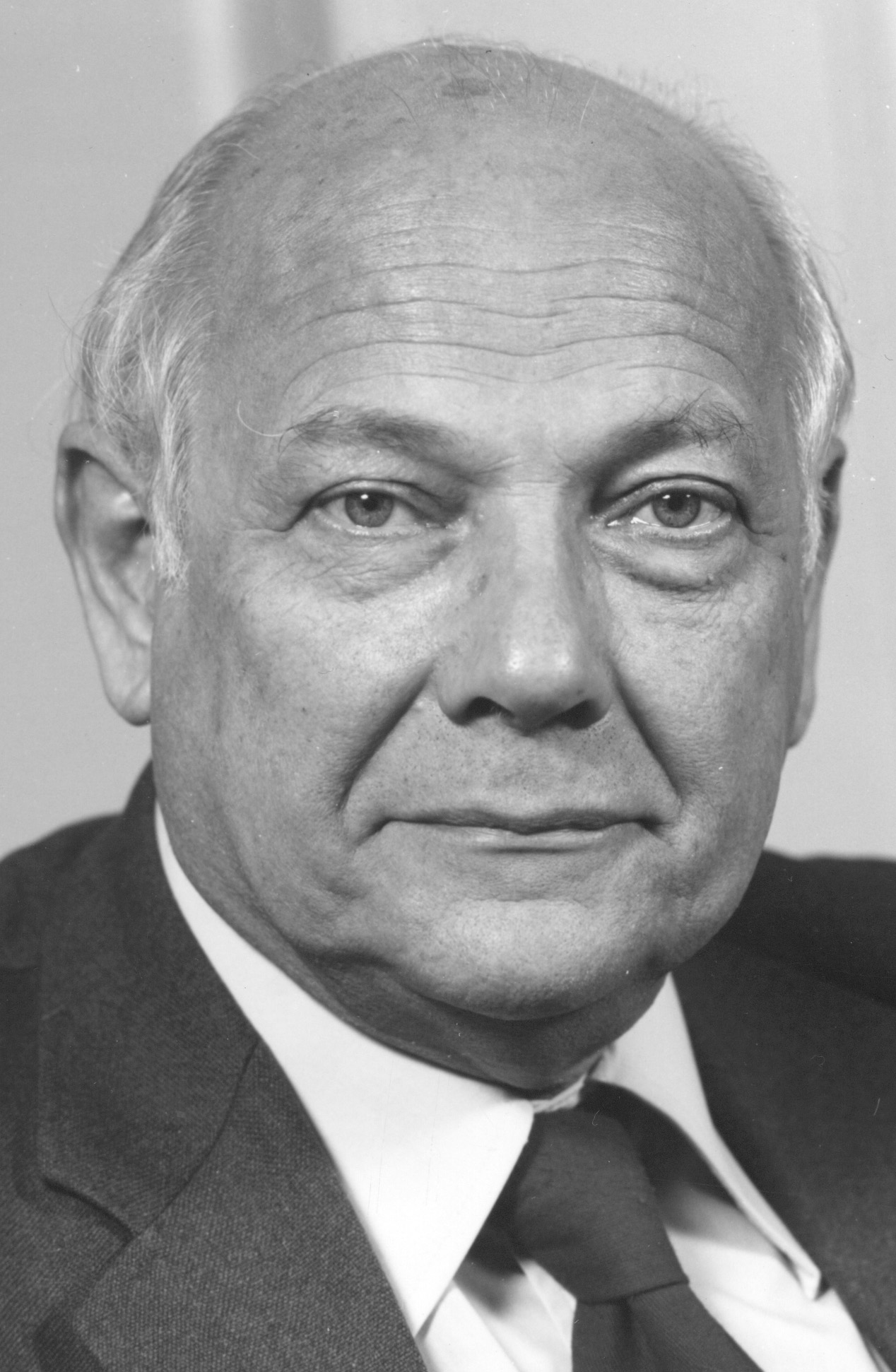
Joop den Uyl, 1975

Johannes Marten den Uijl, bekannt als Joop den Uyl (* 9. August 1919 in Hilversum; † 24. Dezember 1987 in Amsterdam), war ein niederländischer Politiker. Er war von 1973 bis 1977 Ministerpräsident der Niederlande und von 1967 bis 1986 politischer Leiter der Partij van de Arbeid (PvdA).

## Frühes Leben
Den Uyl wuchs in einer streng calvinistischen (gereformeerde) Familie auf. Sein Vater Johannes war Inhaber eines Korbladens und starb, als Den Uyl zehn Jahre alt war. Von 1931 bis 1936 besuchte er das Christliche Lyceum in Hilversum, woran sich ein volkswirtschaftliches Studium an der Universität von Amsterdam anschloss. 1942 legte er sein Abschlussexamen der Wirtschaftswissenschaften dort ab und erwarb den Doctorandus-Titel. Zwischen 1943 und 1945 war er im Reichsbüro für Preisüberwachung Chemischer Produkte im niederländischen Wirtschaftsministerium tätig. Nach dem Zweiten Weltkrieg wurde er Journalist bei den Zeitungen Het Parool und Vrij Nederland.

## Politik
Obwohl er im konservativ-calvinistischen Milieu aufgewachsen war, das der Antirevolutionären Partei (ARP) nahestand, trat er 1946 der Partij van de Arbeid (PvdA) bei. Diese war kurz zuvor im Bemühen gegründet worden, die bisherigen politischen Lager – sozialdemokratisch, liberal und christlich-konfessionell – zu durchbrechen (doorbraak). Tatsächlich wurde sie jedoch zu einer Nachfolgerin der bisherigen Sozialdemokratischen Arbeiterpartei, erweitert um wenige Sozialliberale und linksorientierte Christen. Von Januar 1949 bis Ende 1962 war Den Uyl Direktor der Wiardi-Beckman-Stiftung, dem wissenschaftlichen Institut der PvdA. Zwischen 1953 und 1965 war er Stadtratsmitglied von Amsterdam und von 1957 bis 1962 Vorsitzender der PvdA-Stadtratsfraktion. Von 1962 bis 1965 war er als Beigeordneter (wethouder) der Stadt Amsterdam für öffentliche Arbeiten, Wirtschaft sowie Hafen- und Handelseinrichtungen zuständig. 
Ab 1956 gehörte Den Uyl als Abgeordneter der Tweede Kamer des niederländischen Parlaments an. Von April 1965 bis November 1966 war er Wirtschaftsminister im christlich-sozialdemokratischen Kabinett Cals. In dieser Zeit beschloss die Regierung die Schließung der Kohlezechen in Limburg. Jo Cals (KVP) und seine Regierung traten zurück, nachdem Cals’ eigene Fraktion unter ihrem Vorsitzenden Norbert Schmelzer in der sogenannten Nacht van Schmelzer im Oktober 1966 gegen den Haushalt votiert und ihr so faktisch das Vertrauen entzogen hatte. Danach bestand ein tiefes Misstrauen zwischen den Sozialdemokraten und der Katholischen Volkspartei, die zuvor oft miteinander koaliert hatten. 
Bei der vorgezogenen Neuwahl im Februar 1967 war den Uyl Spitzenkandidat (lijsttrekker) der PvdA, anschließend übernahm er den Fraktionsvorsitz in der Zweiten Kammer, wo seine Partei bis 1973 in der Opposition war. Darüber hinaus blieb den Uyl bis 1986 politischer Leiter (partijleider) der PvdA – in niederländischen Parteien eine oft vom formellen Parteivorsitz getrennte Position. Bei der nach dem Scheitern der Regierung Biesheuvel erneut vorzeitigen Wahl im November 1972 konnte die PvdA unter den Uyls Führung ihre Stärke von 39 auf 43 Sitze im 150-köpfigen Parlament steigern, während die KVP deutlich verlor. Bereits vor der Wahl hatte die PvdA eine gemeinsame Wahlplattform mit den linksliberalen D66 und der christlich-linken PPR unter der Bezeichnung Keerpunt '72 beschlossen. Die drei Parteien hatten auch – in den Niederlanden zuvor unüblich – ein Schattenkabinett nach britischem Vorbild gebildet, dem Joop den Uyl vorstand.
Nach 151 Tagen – der bis dahin längsten Regierungsbildung – wurde den Uyl am 11. Mai 1973 zum Ministerpräsidenten ernannt. Seinem Kabinett gehörten neben Mitgliedern der PvdA und ihrer Koalitionspartner D66 und PPR auch Minister der KVP und der ARP an, ohne dass diese beiden christlichen Parteien offiziell Teil der Koalitionsvereinbarung waren, die sie lediglich tolerierten. Die Regierung wurde deshalb als außerparlamentarisches Kabinett (extraparlementair kabinet) bezeichnet, dennoch hielt sie sich fast vier Jahre im Amt. Den Uyl war der erste sozialdemokratische Regierungschef der Niederlande seit 1958; seine Regierung galt als die linkeste, die das Land jemals hatte.
In dieser Periode wurde Den Uyl konfrontiert mit dem Erdölboykott durch die OPEC-Staaten infolge des niederländischen Standpunkts im Jom-Kippur-Krieg. Er bewährte sich als geschickter Krisenmanager. Seine Regierung liberalisierte auch das niederländische Betäubungsmittelgesetz, in dem sie die Unterscheidung zwischen „harten“ und „weichen Drogen“ einführte. Das Verhältnis zwischen den Uyl und seinem Justizminister und Stellvertreter Dries van Agt aus der KVP wurde immer gespannter. Zu dieser Entfremdung trug das Agieren des Justizministers in der Menten-Affäre um das Verschwinden eines gesuchten Kriegsverbrechers bei. Zum Bruch zwischen den drei progressiven Koalitionsparteien und den beiden christlichen Tolerierungspartnern kam es schließlich aufgrund eines Gesetzentwurfs zur Enteignung landwirtschaftlicher Flächen. Am 22. März 1977 erklärten die KVP- und ARP-Minister ihren Rücktritt, den Uyls Kabinett blieb aber noch über die vorgezogene Neuwahl hinaus bis zur Vereidigung der Nachfolgeregierung im Dezember 1977 geschäftsführend im Amt.
Bei den Wahlen vom 25. Mai 1977 errang die PvdA mit 33,8 % der Stimmen ihr bestes Ergebnis, wurde stärkste Partei und zog mit 53 der 150 Sitze als stärkste Fraktion ins Parlament ein. Dennoch gelangte sie nicht in die Regierung: Nach 208 Tagen von mühsamen Verhandlungen misslang eine Koalition mit dem neuen Christen-Democratisch Appèl (CDA), den Dries van Agt aus der KVP, der ARP und der zuvor oppositionellen, konservativen CHU formte. Der CDA bildete stattdessen eine neue Koalition mit der rechtsliberalen Volkspartij voor Vrijheid en Democratie (VVD).
Unter Den Uyls Leitung führte die PvdA zwischen 1977 und 1981 eine bedingungslose Opposition, an die sich eine Interimsperiode in den Jahren 1981–1982 anschloss: Damals bildeten CDA, PvdA und D66 eine Koalitionsregierung unter Leitung von Dries van Agt mit Joop den Uyl als seinem Stellvertreter und Sozialminister. Nach acht Monaten traten die PvdA-Minister im Mai 1982 aus dem Kabinett Van Agt aus. Aus den vorgezogenen Neuwahlen vom  8. September 1982 ging seine Partei zwar als stärkste hervor, doch die erneute Regierungsbildung scheiterte. Den Uyl wurde erneut Fraktionsvorsitzender der PvdA bis 1986. Nachfolger als politischer Führer wurde der spätere Ministerpräsident Wim Kok.
Zwischen 1980 und 1987 war Den Uyl Vorsitzender der europäischen Sozialisten CSPEC. Von März 1980 bis Mai 1987 war Joop den Uyl zudem Parteivorsitzender des Bundes der Sozialdemokratischen Parteien der Europäischen Gemeinschaft.

## Person
Den Uyl wurde als reformfreudiger, pragmatischer sozialdemokratischer Politiker beschrieben, der sich für seine Partei wirkungsvoll und entschieden engagiert, aber auch in heterogenen Koalitionen geschickt zu vermitteln verstand. Ome Joop besaß in seiner Partei große Anhängerschaft. Er wurde als idealistisch charakterisiert, aber auch als eher polarisierend denn vermittelnd.
Kritisch wurde an ihm die Verantwortung für eine hohe Staatsverschuldung gesehen. Die Staatsverschuldung stieg in den Niederlanden, ähnlich wie in anderen Staaten, in den 70er Jahren deutlich an. Nachfolgende Regierungen machten zunächst keine Versuche die Staatsverschuldung zu bekämpfen. Später wurden wegen der Schulden große Einsparungen vorgenommen.  
1985 wurde „de doctorandus uit Buitenveldert“ von seiner Universität in Amsterdam mit der Ehrendoktorwürde  ausgezeichnet. 
Joop den Uyl war mit Liesbeth den Uyl verheiratet. Sie hatten drei Söhne und vier Töchter. Seine Tochter Saskia Noorman-den Uyl war von 1994 bis 2006 Fraktionsmitglied der PvdA in der Tweede Kamer. 
Heiligabend 1987 starb Joop den Uyl an einem Hirntumor.

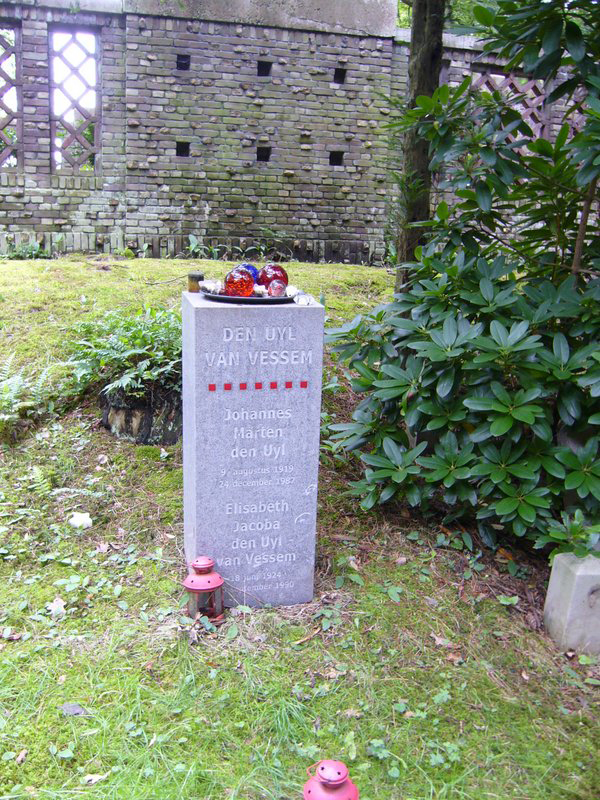
Grab Joop den Uyl und seiner Ehefrau Liesbeth auf dem Friedhof Westerveld.